# Beenox
Beenox är ett kanadensiskt företag som utvecklar spel. Företaget grundades år 2000 av Dominique Brown och den 25 maj 2005 köptes företaget av Activision.